# Sally Clark
Sally Clark (n. 11 aprilie 1958, Palmerston North⁠(d), Manawatū-Whanganui Region⁠(d), Noua Zeelandă) este o sportivă ce a reprezentat Noua Zeelandă, medaliată olimpică. A participat la o ediție a Jocurilor Olimpice (1996) în care a câștigat o medalie de argint.

## Participări
Lista de mai jos prezintă principalele competiții la care a participat Sally Clark de-a lungul carierei.
- equestrian at the 1996 Summer Olympics – individual eventing[*]